# Leskea riparia
Leskea riparia är en bladmossart som beskrevs av Georg Ernst Ludwig Hampe 1839. Leskea riparia ingår i släktet Leskea och familjen Leskeaceae. Inga underarter finns listade i Catalogue of Life.